# Метод інтегральних співвідношень
Метод інтегральних співвідношень (рос. метод интегральных соотношений; англ. method of integral relations; нім. Methode f der Integralbeziehungen) – метод розв’язування задач неусталеної фільтрації пружної рідини, за яким розподіл тиску в збуреній зоні пласта задається у вигляді багаточлена за степенями просторової координати з коефіцієнтами, які залежать від часу. Як часткові випадки із методу інтегральних співвідношень одержують розв’язки, які відповідають методам послідовної зміни стаціонарних станів і методу Пірвердяна.